# Emil Agyekum
Pour les articles homonymes, voir Agyekum.
Emil Agyekum, né le 22 mai 1999, est un athlète allemand spécialiste du 400 mètres haies.

## Biographie
Il est double médaillé lors des championnats d'Europe espoirs 2021 en s'adjugeant la médaille d'argent du 400 m haies et la médaille de bronze du relais 4 × 400 m.
Lors des championnats d'Europe 2024 à Rome, il se classe 6e de l'épreuve du 400 m haies en 48 s 42 après avoir porté son record personnel à 48 s 36 en demi-finale. Avec ses coéquipiers du relais 4 × 400 m, il remporte la médaille de bronze.

## Palmarès
| Date | Compétition                   | Lieu    | Résultat | Epreuve     | Temps        |
| ---- | ----------------------------- | ------- | -------- | ----------- | ------------ |
| 2021 | Championnats d'Europe espoirs | Tallinn | 2e       | 400 m haies | 48 s 96      |
| 2021 | Championnats d'Europe espoirs | Tallinn | 3e       | 4 × 400 m   | 3 min 6 s 42 |
| 2024 | Championnats d'Europe         | Rome    | 6e       | 400 m haies | 48 s 42      |
| 2024 | Championnats d'Europe         | Rome    | 3e       | 4 × 400 m   | 3 min 0 s 82 |

## Records
| Épreuve     | Performance | Lieu   | Date               |
| ----------- | ----------- | ------ | ------------------ |
| 400 m haies | 48 s 21     | Berlin | 1er septembre 2024 |